# Pablo Arenas
Pablo Arenas ist eine Parroquia rural („ländliches Kirchspiel“) im Kanton San Miguel de Urcuquí der ecuadorianischen Provinz Imbabura. Die Parroquia besitzt eine Fläche von 55,09 km². Die Einwohnerzahl lag im Jahr 2010 bei 2118. Etwa 65 Prozent der Bevölkerung sind Mestizen, knapp 30 Prozent Afroecuadorianer.

## Lage
Die Parroquia Pablo Arenas liegt in den westlichen Anden im Norden von Ecuador. Das Gebiet liegt in Höhen zwischen 1800 m und 4000 m. Das Areal wird im Norden vom Río Pablo Arenas, ein rechter Nebenfluss des Río Palacara, begrenzt. Entlang der südlichen Verwaltungsgrenze fließt die Quebrada Cachiyacu nach Osten. Beide Flüsse entwässern das Areal nach Osten zum Río Mira. Der etwa 2390 m hoch gelegene Hauptort befindet sich 9 km nördlich vom Kantonshauptort Urcuquí sowie 18 km nordnordwestlich der Provinzhauptstadt Ibarra.
Die Parroquia Pablo Arenas grenzt im Osten an die Parroquia Salinas (Kanton Ibarra), im Süden an die Parroquia Tumbabiro, im Südwesten und im Westen an die Parroquias Urcuquí und San Blas sowie im Nordwesten und im Norden an die Parroquia Cahuasquí.

## Orte und Siedlungen
In der Parroquia gibt es neben dem Hauptort (cabecera parroquial) Pablo Arenas folgende Comunidades: La Victoria, Palagá und San Pedro.

## Geschichte
Die Parroquia Pablo Arenas wurde am 28. März 1923 gegründet. Am 9. Februar 1984 wurde die Parroquia dem neu geschaffenen Kanton San Miguel de Urcuquí zugeschlagen.